# Гроб
Гроб је место у земљи где се мртво (обично људско, а понекад и животињско) тело укопава. Гробови се обично налазе на посебним местима која су предвиђена за укоп, као што су гробља.
Одређени детаљи гробнице, као што је стање тела пронађеног у њој и било који предмети пронађени са телом, могу пружити информације археолозима о томе како је тело могло живети пре смрти, укључујући временски период у коме је живело и културе чији је део био.
У неким религијама се верује да тело мора бити спаљено или кремирано да би душа преживела; у другима се сматра да је потпуно распадање тела важно за одмор душе (види ожалошћење).

## Опис
Формална употреба гроба обухвата неколико корака са повезаном терминологијом.
Гробни ископ
Ископина која формира гроб. Ископавања варирају од плитког стругања до уклањања горњег слоја земље до дубине од 1,8 m (5,9 ft) или више где треба да се изгради гробница или гробна комора. Међутим, већина модерних гробова у Сједињеним Државама дубока је само 4 стопе, јер се ковчег ставља у бетонску кутију (погледајте гробни свод) како би се спречила појава вртача, како би се осигурало да је гроб довољно јак да се може прећи возилом преко њега, и да би се спречило да плута у случају поплаве.
Откопано тло
Материјал ископан приликом ископавања гроба. Често се гомила близу гроба ради засипања, а затим се враћа у гроб да би се прекрио ковчег. Како се тло декомпримира када се ископа и сандук заузима место, не може се сва количина земље вратити у рупу, те се углавном има вишка земље. На гробљима ова сувишна земља може завршити као дебели слој који прекрива првобитну површину гроба.
Сахрањивање или погреб
Тело се може ставити у ковчег или други контејнер, у различитим позицијама, самостално или у виду вишеструког сахрањивања, са или без личних ствари покојника.
Гробни свод
Свод је структура изграђена унутар гроба да прими тело. Може се користити за спречавање дробљења остатака, омогућавање вишеструких сахрањивања као што је породични трезор, преузимање остатака за преношење у костурницу или зато што формира део монумента.
Засипање гроба
Земља се враћа у ископани гроб након сахрањивања. Овај материјал може садржати артефакте изведене из првобитног ископавања и претходне употребе локације, намерно постављене предмете или артефакте или каснији материјал. Испуна може бити остављена у равни са земљом или у виду хумке.
Споменик или обележје
Надгробни споменици су највише кориштени. Они се могу допунити украсним ивицама, каменим стазама, стубовима за подупирање предмета, чврстим покривачем или другим опцијама.

## Гробна дворишта и гробља
Гробља су обично оснивана у исто време када се градила релевантна богомоља (која може да датира из 8. до 14. века) и често су их користиле оне породице које нису могле да приуште да буду сахрањене унутар или испод саме богомоље. У већини култура они који су били изузетно богати, имали значајне професије, били део племства или били неког другог високог друштвеног статуса, обично су сахрањивани у појединачним криптама унутар или испод релевантне богомоље са назнаком имена покојника, датумом смрти и другим биографским подацима. У Европи је то често било праћено приказом њиховог породичног грба.
Каснија гробна дворишта су замењена гробљима.

## У језику
- Окретање у гробу је идиом који описује екстремни ниво шока или интензивног нивоа изненађења и изражава се као посредни осећај преминуле особе.[10][11]